# Because of a Woman
Pour plus de détails, voir Fiche technique et Distribution.
Because of a Woman est un film américain réalisé par Jack Conway, sorti en 1917.

## Synopsis
Noel Clavering, un des directeurs de la Everett Company, est injustement accusé d'avoir trahi sa société et est forcé de démissionner. Bien qu'il ait des soupçons sur l'identité du vrai coupable, il part dans l'Ouest et devient opérateur du télégraphe, tout en gardant l'espoir de retrouver un jour sa fiancée Muriel Gwynne. Un jour, Allan Barrett, son rival dans le cœur de Muriel, arrive dans sa petite ville et Noel arrive à obtenir de lui une confession qui l'innocenterait, mais il ne s'en sert pas quand il apprend qu'Allan a en fait épousé Muriel. De retour dans l'Est, Noel apprend que Barrett se lasse de Muriel et voit Valerie Greenaway. Pour sauvegarder le bonheur de Muriel, Noel décide de séduire Valerie, mais après quelque temps il réalise qu'il en est tombé amoureux. Les deux couples trouvent le bonheur quand Noel épouse Valerie et quand Barrett revient vers Muriel. 

## Fiche technique
- Titre original : Because of a Woman
- Réalisation : Jack Conway
- Scénario : George Elwood Jenks, d'après une histoire de E. Magnus Ingleton
- Photographie : Paul Eagler
- Société de production : Triangle Film Corporation
- Société de distribution : Triangle Distributing Corporation
- Pays de production :  États-Unis
- Langue originale : anglais
- Format : noir et blanc — 35 mm — 1,37:1 — Film muet
- Genre : drame
- Durée : 5 ou 7 bobines selon les sources
- Dates de sortie :
  - États-Unis : 16 décembre 1917
- Licence : Domaine public

## Distribution
- Jack Livingston : Noel Clavering
- Belle Bennett : Valerie
- George Chesebro : Allan Barrett
- Louella Maxam : Muriel Gwynne
- Lillian Langdon : Luela Malvern
- Josef Swickard : Colonel Gwynne
- George C. Pearce : John Trenton